# SunSka Festival
Vous pouvez aider à l'améliorer ou bien discuter des problèmes sur sa page de discussion.
- Il ne cite pas suffisamment ses sources. Vous pouvez indiquer les passages à sourcer avec {{référence nécessaire}} ou {{Référence souhaitée}}, et inclure les références utiles en les liant aux notes de bas de page. (Marqué depuis août 2024)
- Son texte doit être wikifié : il ne correspond pas à la mise en forme Wikipédia (style, typographie, liens internes, liens entre les wikis, etc.). (Marqué depuis août 2024)
- Son ton est trop promotionnel ou publicitaire, voire hagiographique. Le texte doit adopter un ton neutre et encyclopédique. (Marqué depuis août 2024)

- Archive Wikiwix
- Bing
- Cairn
- DuckDuckGo
- E. Universalis
- Gallica
- Google
- G. Books
- G. News
- G. Scholar
- Persée
- Qwant
- (zh) Baidu
- (ru) Yandex
- (wd) trouver des œuvres sur Wikidata

Le SunSka Festival est un festival qui se déroule chaque année depuis 1998 en Gironde. Il est le plus important événement de musiques actuelles de la Gironde.
Il ne s'agit plus d'un simple festival musical. En effet, depuis l'édition de 2005, l'association organisatrice Music'Action s'inscrit totalement dans une démarche éco-citoyenne et, aujourd'hui, s'affiche comme un 'festival durable'.

## Histoire: 1998 à 2009
Crée par Fred Lachaize et sa bande de potes, c’est en 1998 que le premier Reggae Sun Ska festival s’organise dans la salle polyvalente de Montalivet, en Gironde. La jeune équipe de l’association Music Action a l’envie de monter un évènement reggae, surf, jeune, qui leur ressemble. La première affiche vert jaune rouge avec un contour damiers est née, et sera la première d’une longue série. Les groupes programmés sont les groupes dont l’équipe est fan : la Ruda Salska, Sinsemilia, Some Style Band et les amis du Sound System H. En accueillant 2000 spectateurs, la première édition est une réussite.
En 1999, la mairie de Montalivet, met à disposition pour l’organisation du festival le stade municipal et une colonie de vacances désaffectée pour accueillir les équipes de bénévoles. L’esprit Sun Ska naît avec la vie en communauté entre amis qui travaillent d’arrache pied pour monter l’événement.
En 2000, le festival se déroule sur le front de mer de Montalivet. La programmation annonce The Gladiators, Culture, Macka B, Mister Gang et K2R Riddim. L’équipe travaille jour et nuit. Près de 5000 personnes pénètrent dans l’enceinte mais il y en a autant dehors. À la nuit tombée, les dunes s’embrasent, plus de 50 feux de camp scintillent. Les sirènes des pompiers se mêlent aux rythmiques incendiaires de Culture qui délivre là, l’un de ses meilleurs concerts. À 2 heures du matin, les Gladiators vont entrer sur scène. Le maire de Montalivet demande de couper le son et d'évacuer le public, alors que la tête d’affiche ne s’est pas encore produite. L’équipe va contre l’avis municipal et évite de cette manière une émeute du public. Les Gladiators jouent et la soirée se termine dans la joie et la bonne humeur.
En 2001, l’incertitude règne pendant des mois pour le maintien du festival à Montalivet en raison des élections municipales et c’est à Cussac Fort Médoc que le 4e Reggae Sun Ska a lieu. 3 scènes sont montées dans l'enceinte du fort et un camping.
En 2002, le festival se professionnalise encore, mais connaît sa véritable première déconvenue. Alpha Blondy, tête d’affiche aux côtés de Buju Banton n’attire que 4 000 spectateurs. L’association Music’Action est dans l’incapacité d’équilibrer son budget. Financièrement, le Sun Ska plonge. L’avenir s’annonce difficile. Le Krakatoa, propose un accompagnement, Didier Estèbe et son équipe encourage l’équipe à garder la tête hors de l’eau.
En 2003, le festival déménage à Cissac Médoc, sur le stade. Deux soirs d’une programmation plus légère et une meilleure maîtrise des coûts de production. Le groupe Tryo répond présent à l’appel, High Tone également et côté Jamaïcain c’est Stanley Beckford. Ouverture sur la programmation : Jamalsky, Interlope, Irie Ites, Niominka Bi... L’association remonte la pente.
En 2004 s'ouvre un espace VIP. Les propriétaires des châteaux de Cissac sont contactés pour prêter leur terrain et le camping devient de plus en plus important. Le club de football de Cissac s’associe au festival et épaule sur divers volets.
2005 : Pour cette 8ème édition sur le stade de Cissac,  on retrouve Toots & The Maytals, Steel Pulse, le Peuple de l’Herbe, Elisa do Brasil, Sir Samuel...C’est l’année où le festival lance « L’Eco Sun Ska », grâce à la coopération de l’association Meduli Nature, qui permet à l’évènement de devenir pionnier en Aquitaine sur l’éco-responsabilité évènementielle : points info, éco pack, centres de tri sélectif, couverts et gobelets compostables.
En 2006, une petite scène supplémentaire est installée dans le village où les Danakil font leur premier concert. Des concerts sont lancés aussi sur la côte médocaine, c’est le premier festival off entre les plages et les vignes.
En 2007, deux résidences artistiques sont créées entre Groundation et Pablo Moses, puis avec Dubmatix, Lieutenant Foxy et Murray Man. Elles donneront lieu à des shows uniques au Sun Ska. En parallèle, le festival off continue au Bibus à Montalivet avec Mystic Revelation of Rastafari, New York Ska Jazz Ensemble, Danakil, Les Lacets des Fées... plus de 25 concerts en plus.
En 2009, le festival est complet avec 15 000 festivaliers par soir dans un village de 1 600 habitants. Inna de Yard All Stars y fera sa date unique.

### Programmation
| Années | Dates            | Lieux              | Artistes | Festivaliers   |
| ------ | ---------------- | ------------------ | --- | -------------- |
| 1998   | 31 juillet       | Vendays-Montalivet | Sinsémilia, La Ruda Salska, Some style band, Sound System Harissa | 2 000          |
| 1999   | 30 et 31 juillet | Vendays-Montalivet | The Wailers, Pierpoljak, Seyni et Rootsaba, Zenzile, Foutamilia, Miniman, Mister Gang |                |
| 2000   |                  | Vendays-Montalivet | The Gladiators, Culture, Macka B, Mister Gang, K2R Riddim | 4 000          |
| 2001   |                  | Cussac-Fort-Médoc  | Max Roméo, Lee Scratch Perry, The Skatalites... | Au moins 8 000 |
| 2002   |                  | Cussac-Fort-Médoc  | Alpha Blondy... | 6 000          |
| 2003   |                  | Cissac-Médoc       | Tryo, Niominka Bi, Stanley Beckford, High Tone... | 6 000          |
| 2004   | 23 et 24 juillet | Cissac-Médoc       | Sergent Garcia, The Selecter, Jamaïca All Stars, Capleton, Kaophonic Tribu, Zenzile sound system, Les Lutins Géants, Djambi, Donkey Skonk, Cliff Barnes, De la Street, Uzinadub, Gare au Loup Garou, Killa Carltoon, Les Poch'trons, Dr Nagual X, Wombolombakéhé Orchestra, MC Nico B, Elfe et Mer, Djins meets Flya |                |
| 2005   | 5 et 6 août      | Cissac-Médoc       | - Vendredi : Steel Pulse, Toots and the Maytals, Chango Family (en), Sir Samuel, Elisa do Brasil - Samedi : The Gladiators, Groundation, Le Peuple de l'Herbe, Iba, Stéphane Mellino, Djins & Flya, Laréplik Undergang, Interlope... | 10 000         |
| 2006,  | 4 et 5 août      | Cissac-Médoc       | - Vendredi : Zong, Three and a Quarter, Gentleman, The Sunshiners, Sikala, Saïan Supa Crew, Patrice - Samedi : Funde, Shaolin Temple Defenders, Danakil, L'Œuf Raide, Cosmik Connection, Israel Vibration, Anthony B, Hekky Eiden, Winston McAnuff et BazBaz Orchestra Miniman, Manguidem Taf Taf, DJ Scratchy, Falfa | 13 000         |
| 2007   | 3 et 4 août      | Cissac-Médoc       | Admiral T, Yellowman, Groundation, Pablo Moses, IJahman, Jehro, Anis, Java, Winston McAnuff, Sebastian Sturm, Soldiers of Jah Army, Martha High (en) & Shaolin Temple Defenders, Hoba Hoba Spirit Aswad, Lieutenant Foxy, Kanka, Big Red, Elisa do Brasil Fundé (remplace NZH) | 17 000         |
| 2008   | 1 et 2 août      | Cissac-Médoc       | - Vendredi : The Beat, Alborosie, Dub Pistols, Omar Perry et Home Grown (en) Band, Zion Train sound system, Bitty McLean, Hilight Tribe, Dub Inc - Samedi : Elijah and the Dubby Conquerors, Keny Arkana, Massilia Sound System, Derrick Morgan, Le peuple de l'herbe, Nneka, Sebastian Sturm meets Kiddus I & Jahcoustix (de), The Dynamics , Max Romeo Source et Annulations : Midnite (remplacé par Keny Arkana) et Collie Buddz | 8 000          |
| 2009   | 7 et 8 août      | Cissac-Médoc       | - Vendredi : Danakil, Patrice, Babylon Circus, Inna de Yard - Samedi : Tiken Jah Fakoly, The Herbaliser, Horace Andy Rootz Underground, Lyre Le Temps, Jah Air Force & MC Spraggy | 30 000         |

## 2010 à aujourd'hui
L’année 2010 commence mal, le principal propriétaire qui met usuellement les terrains à disposition pour les parkings replante ses parcelles de vignes. En avril, un accord est trouvé avec la CDC du centre Médoc et le festival déménage à Saint-Sauveur, le village voisin. Une zone qui va pouvoir accueillir le site, le camping et les parkings. Le festival passe un cap avec 48 000 festivaliers en 2 jours dont 10 000 qui arrivent la veille de l'ouverture. Les équipes sont débordées et les installations temporaires ne facilitent pas les choses.
En 2011, le festival s’installe sur la zone de Trompeloup à Pauillac. Le site est une friche à l’abandon. L’association doit investir plus de 200 000 € pour rendre viable la zone. Le travail est colossal, les négociations compliquées et l’investissement incertain. Cette année-là, le festival passe à trois jours et il doit y avoir plus de 60 000 personnes pour rentabiliser. Le festival s’autofinance à hauteur de plus de 95 %. Malgré les conditions météorologiques, les festivaliers répondent présents.
Le festival propose toujours une version off en organisant d'abord au mois de juillet une tournée des plages d'une vingtaine de dates avec Takana Zion. Puis en programmant pendant le festival un film et une conférence, entre autres.
En 2012, les têtes d’affiche sont Damian « Jr. Gong » Marley, date unique en France, et Jimmy Cliff. C'est la plus grosse édition de l’histoire du festival en termes de fréquentation. En raison d'un problème de transport, Damian Marley arrive juste à temps pour assurer sa représentation, ce qui a bousculé l'ordre de programmation. Damian Marley décide de passer une journée de plus sur le festival et prend le micro sur la petite scène avec Stone Love.
Après une édition record en 2013, pour la 16e édition l’objectif est de mieux gérer l’accueil et l’affluence des festivaliers. Alors que 90 000 personnes sont attendues, le festival est contraint d'annuler la première soirée en raisons des conditions météorologiques. Le festival est visité cette année-là par les ministres jamaïcains du Tourisme et des Loisirs et du Commerce et de l’Industrie. La chaine de télévision TVJ fait également le déplacement.
En 2014, après la tempête sur Pauillac et l’annulation d’une soirée sur trois, le festival est mis à mal financièrement et le site de Pauillac est fragilisé. En 2014, La Communauté urbaine de Bordeaux propose à l’association d’investir le campus universitaire qui a toutes les infrastructures nécessaires pour accueillir les festivaliers et organiser la 17e édition. C’est un énorme changement, né en Médoc au milieu des vignes et proche de l’océan, le festival migre alors dans un milieu urbain, Bordeaux ! L’équipe fait un gros travail sur l’agglomération bordelaise, envers les riverains, les institutions, les universités qui accueillent l’événement, et met en place la nouvelle implantation du festival. L’accessibilité est d’une praticité incroyable par rapport au médoc, et les infrastructures permettent une meilleure logistique. Une édition ambitieuse est alors lancée sur 4 jours avec 6 scènes et 96 artistes programmés. Malgré de grands noms comme Shaggy, Madness, Bunny Wailer, Tiken Jah Fakoly, malheureusement les préventes ne décollent pas, le public n’est pas au rendez-vous, les fidèles qui appréciaient le cadre sauvage du médoc n’ont pas suivi et les bordelais ne sont pas là ! C’est la plus grosse perte financière de toute l’histoire du festival. Mais l’équipe de passionnés reste soudée, combative et monte un plan de redressement pour relever le festival. Les partenaires soutiennent et c’est aussi grâce à eux que le futur a pu être envisagé.
En 2015, l’ampleur du festival est réduite avec un retour à 3 jours et 4 scènes. La nouveauté, c’est la mise en place d’animations : sport, conférences, yoga, jeux… Les installations sur le camping sont améliorées ainsi que l’accueil des festivaliers.
L'année 2016 marque un tournant dans la programmation qui s'ouvre à d'autres genres comme le rap ou le punk pour correspondre à un public qui s'est rajeuni. Des animations se rajoutent, un village asso et un marché artisanal diversifié.
En 2018, le festival est contraint de déménager une nouvelle fois. Cette décision prise par les maires de Pessac, Talence et Gradignan (les 3 communes territorialement concernées par l'organisation du festival) est motivée par le "Plan Campus", visant à moderniser les installations et la qualité de vie du campus de Bordeaux, qui aurait des externalités négatives telles que l'installation du festival et l'accueil du public serait impossible dès l'été 2018. Si l'horizon métropolitain du festival est condamné, l'hypothèse d'un retour en Médoc devient une réalité plus rapidement que prévu. Grâce au soutien de ses fidèles partenaires, publics comme privés, l’association réussit la réimplantation du festival sur ses terres d'origines dans le Médoc sur le domaine de Nodris à Vertheuil pour sa 21ème édition. 
En 2019, après une première édition sur le domaine de Nodris à Vertheuil, le Reggae Sun Ska Festival semble avoir trouvé le site idéal pour pérenniser l’évènement sur un lieu dédié. En plus des concerts on y retrouve le SunSka Village avec de nombreuses animations : sport, yoga, conférences, ateliers pour les enfants… 
En 2020, le Reggae Sun Ska Festival devient le SunSka Festival, effectivement ces dernières années l’ensemble du public et des professionnels emploient  le nom d’usage « SunSka », c’est d’autant plus cohérent que le festival a toujours eu une ouverture artistique assez large autour du genre reggae, on y trouve chaque année du reggae, du ska, du dub, du rap, du hip hop, de la chanson française…. Et le festival est toujours resté très ouvert aux divers genres musicaux qui l’entourent. Malheureusement la 23ème édition a dû être annulée à cause de la pandémie mondiale du Covid 19. Cependant des concerts ont eu lieu chaque jeudi pendant l'été respectant une jauge de cent personnes et retransmis en ligne.
En 2021, le SunSka festival aura lieu les 6, 7 et 8 août sur le Domaine de Nodris à Vertheuil. L’équipe travaille sur une jauge de 5000 personnes et souhaite maintenir son concept original en gardant sa configuration avec diverses scènes, un village animation, un camping, etc. Le festival aura lieu dans les conditions sanitaires à appliquer, contexte lié encore en 2021 au Covid 19.

### Programmation
| Années | Dates                              | Lieux         | Artistes | Festivaliers |
| ------ | ---------------------------------- | ------------- | --- | ------------ |
| 2010   | 6 et 7 août                        | Saint-Sauveur | - Vendredi : Alpha Blondy, Raggasonic, U-Roy, Mo'Kalamity, The Wailers, Tarrus Riley, The Aggrolites, Easy Star All Stars - Samedi : Groundation, Steel Pulse, High Tone, Linval Thompson, Chezidek, Jaqee, The abyssinians, The Jouby's | 48 000       |
| 2011   | 5, 6 et 7 août                     | Pauillac      | - Vendredi : Dub Inc, Channel One, Raggasonic, Hollie Cook, Admiral T, LKJ, Mad Professor, Big Youth, The Heptones, Dub In V.O, Pow Pow Movement, Wicked System - Samedi : Irie Ites, Danakil, Broussaï, Patrice, Takana Zion, Toots and the Maytals, Guiding Star, Jahcoozi, Echo Minott, Dubtronic Kru, Ladi 6 - Dimanche : Bazbaz, Ky-Mani Marley et Stephen Marley, Winston McAnuff, Art Melody, Luciano, Tippa Irie (en), Richie Spice, Joseph Cotton (en), Sentinel | 50 000       |
| 2012   | 3, 4 et 5 août                     | Pauillac      | - Natty Dread : Dennis Alcapone & Winston Reedy (en), The Mighty Diamonds, Pablo Moses, Ayọ, Danakil, Irie FM, Lee Thompson's ska orchestra, Damian Marley, Hollie Cook, Sebastian Sturm, Jimmy Cliff - One Love : Sundyata, Tarrus Riley, Le Peuple de l'herbe, Mr. Vegas (en), The Congos, Max Romeo, Lee Scratch Perry, Groundation, Natty Jean, Boulevard des Airs, Horace Andy, Johnny Clarke, Anthony B, Alborosie - Rebel : Dar-K-Bazil-Naâman, General Levy, Irie Ites-Sena, Biga Ranx, Kanka, Stone Love feat, Wee Pow, Chezidek, Balik et Brahim, Papa Style & Baldas, Iphaze, Soom T & Mungo's Hi Fi (en), Kaya Natural & Lieutenant Foxy, Studio One revue, Prince Fatty-Horseman, Jah Mason-Fantan Mojah | 80 000       |
| 2013   | 2, 3 et 4 août                     | Pauillac      | - Vendredi (annulé) : Tryo, Seeed, U Roy, Black Uhuru, Don Carlos, Protoje & The Indiggnation, Busy Signal, Mighty Crown, Trojan sound system : U Brown + Ranking Joe + Trevor Sax + Irie Ites, Jah Gaïa, Mungo's Hi Fi (en) with MC Campeazi feat. Charlie P + Murray Man + YT, Symbiz, Dirty South Crew, Duke Salomon, The Rockin' Preachers, RSS sound system : The Rezident feat. Tomawok + Ghostrider + Ilements - Samedi : Ska-P, Barrington Levy, Raggasonic, Ijahman Levi, Taïro, Turbulence, Flox, Little Roy, Warrior King, Vanupié, FC Apatride UTD, Dubmatix feat. Greg Dubamix & Tenja, Alika, RSS sound system : DJ Captain (Radio Nova), Dubheart, Djanta + Volodia + Jr Yellam, Mungo's Hi Fi (en) with MC Campeazi feat. Charlie P + Dub Invaders, Mawyd, Patko, Phases Cachées - Dimanche : Ky-Mani Marley, Steel Pulse, Dub Inc, Third World, Gentleman, Sinsemilia, Macka B, Broussaï, Rod Anton & The Ligerians, Soom T, Papa Style, Skarra Mucci, Yaniss Odua, Tiwony, Soviet Suprem, The Soul Sonics, RSS sound system : Virgin Island discovery (DJ Rezident), Mungo's Hi Fi (en) + MC Campeazi + Charlie P + Addis Pablo + Suns of Dub, Teldem Com'unity, Vieux Lion & Spartans | 70 000       |
| 2014   | 31 juillet, 1, 2 et 3 août         | Talence       | - Natty Dread : Raging Fyah (en), Madness, Shaggy, Hollie Cook, Bunny Wailer, Naâman, Easy Star All-Stars, Wailing Trees, Jesse Royal, Protoje & The Indiggnation, The Cat Empire, Tiken Jah Fakoly - One Love : Mystical Faya, Flavia Coelho, Danakil, Busy Signal, The Jolly Boys, The Skatalites, Beenie Man, Natty will fly again : Pablo Moses - Winston Jarrett - Ashanti Roy, U Roy, Chronixx (en), Patrice - Dancehall : Irie Crew vs Heartical vs Guiding Star hosted by Rory, Sentinel Sound (en), Bass Odyssey (en), Black Chiney (en), Mista Savona (en), Symbiz, Stone Love, King Rula, Ward 21 (en) feat. Marcy Chin, Massive B - Dub Foundation : Legal Shot feat. YT; feat. Murray Man; feat. Ghostrider & Peter Youthman; feat. Al Campbell & Echo Minott; Weeding Dub, Dub Addict, Kanka, Ackboo feat. S’Kaya, Dubmatix, Mister Williamz, Panda Dub, Dubkasm feat. Solo Banton - Rebel music : Jah Gaïa, Kabaka Pyramid & The Bebble Rockers, Clinton Fearon, Midnite, Train’s Tone, Saritah (en), Rootwords, Mishka, Mo'Kalamity, D-Bangerz, Resonators, Randy Valentine, Gappy Ranks (en), Elisa do Brasil, Alam, Illbilly Hitec, Ester Rada, The Skints, DJ Vadim & Sena - Soulbeats : Reggaesta, Païaka, Jr Yellam, Soul Revolution, Djanta, Maya Vibes, Ilements, Monsieur Lézard, Papet J, LMK, Leah Rosier, Kateb, Mardjenal, Sir Jean, Patko, Tchong & Karma, Scars, Dusale Sound System, Africa'n'Percu, Les Lacets des Fées, Dub Silence, The Rockin' Preachers Note : Pablo Moses remplace Daniel Bambaata Marley | 50 000       |
| 2015   | 7, 8 et 9 août                     | Talence       | - Natty Dread : Jah Sun, Taïro, Michael Rose, Alpha Blondy, The Uprising Roots, Broussaï, Black Roots, Biga Ranx, Katchafire (en), Meta and The Cornerstones, Mr. Vegas (en), Groundation - One Love : Ti Rat & Rouge Reggae, Winston McAnuff & Fixi, Asian Dub Foundation, Sinsemilia, City Kay, Charlie Chaplin, Brigadier Jerry, Josey Wales, Matisyahu, Stephen Marley, The Banyans, Raging Fyah (en), Etana, Popcaan, Jimmy Cliff - Dub Foundation : Mayd Hubb feat. Joe Pilgrim, Jahtari & Speng Bond, Kingston 12, Soom T, Top Cat + Echo Ranks + Kenyon feat. Legal Shot, Dubmatix All Stars (LMK + Guive), Vibronics (en) feat. Madu & Parvez, Panda Dub meets Tetra Hydro K, Lieutenant Foxy, Dubamix, Krak in Dub, Tour de Force, O.B.F. Sound System feat. Shanti D + Charlie P + Troy Berkley meets Legal Shot Sound System feat. Shinehead + Mr Williamz + Al Campbell, Culture Dub Sound System, L’entourloop feat. LMK, Volodia, Legal Shot Sound System feat. Ranking Joe, Lee Scratch Perry meets Mad Professor, Jah Shaka - Dub University : Dub Browser, Feldub, Roots Zombie, Kingston 12, Jah Tovo | 48 000       |
| 2016   | 5, 6 et 7 août                     | Talence       | - Natty Dread : Hippocampe Fou, Toots and the Maytals, UB40, Danakil, Panda Dub, Kalash, Harrison Stafford, Inna de Yard, Peter Harper, Jahneration, Steel Pulse, Patrice - One Love : Volodia & Booboo'zzz All Stars, Mike Love, Keny Arkana, Yaniss Odua & Artikal Band, Marcus Gad, Kingfisha, Tryo, Protoje & The Indiggnation, Train To Roots (it), La Rue Ketanou, Chronixx (en), Ky-Mani Marley - Dub Foundation : Party Time Crew, Roots Raid feat. Joe Pilgrim & Little R, Riddim Tuffa All Stars feat. El Fata + Lasai + Tenja, Legal Shot Sound System feat. Admiral Tibet (en) & Terry Ganzie meets Mungo's Hi Fi (en) feat. YT & Marina P, Zion Train feat. Dubdadda, Daddy Whitie, Legal Shot Sound System feat. Junior Cat, Mr Williamz, Lasai meets Mungo's Hi Fi (en) feat. Little John, Charlie P, Marina P, The Subvivors, David Rodigan (en), Aba Shanti-I - Rebel : Green Dawa, Maxime Manot’, Pierre Nesta, Devi Reed, Mawyd, Mista Savona (en), Delphine, Génération H, The Tuff Lions, Mary l'Astérisk, Erik Arma, Tchong Libo, Satya, Jah Legacy Note : Joe Pilgrim remplace Mighty Cricket sur la Dub Foundation | 57 000       |
| 2017   | 4, 5 et 6 août                     | Talence       | - Natty Dread : Hippocampe Fou, Toots and the Maytals, UB40, Danakil, Panda Dub, Kalash, Harrison Stafford, Inna de Yard, Peter Harper, Jahneration, Steel Pulse, Patrice - One Love : Volodia & Booboo'zzz All Stars, Mike Love, Keny Arkana, Yaniss Odua & Artikal Band, Marcus Gad, Kingfisha, Tryo, Protoje & The Indiggnation, Train To Roots (it), La Rue Ketanou, Chronixx (en), Ky-Mani Marley - Dub Foundation : Party Time Crew, Roots Raid feat. Joe Pilgrim & Little R, Riddim Tuffa All Stars feat. El Fata + Lasai + Tenja, Legal Shot Sound System feat. Admiral Tibet (en) & Terry Ganzie meets Mungo's Hi Fi (en) feat. YT & Marina P, Zion Train feat. Dubdadda, Daddy Whitie, Legal Shot Sound System feat. Junior Cat, Mr Williamz, Lasai meets Mungo's Hi Fi (en) feat. Little John, Charlie P, Marina P, The Subvivors, David Rodigan (en), Aba Shanti-I - Rebel : Green Dawa, Maxime Manot’, Pierre Nesta, Devi Reed, Mawyd, Mista Savona (en), Delphine, Génération H, The Tuff Lions, Mary l'Astérisk, Erik Arma, Tchong Libo, Satya, Jah Legacy Note : Joe Pilgrim remplace Mighty Cricket sur la Dub Foundation | 65 000       |
| 2018,  | 5, 6 et 7 août                     | Vertheuil     | - Natty Dread : Sunvizors, New Kingston, I Woks, Caravãna Sun, Alam, Kristel, Dirty South Crew, Jah 9, Mo'Kalamity, Les Guetteurs, NakSookhaw, Diana Rutherford, Samory-I, Pierpoljak - One Love : Bafang, Hollie Cook, Jimmy Cliff, SOJA, Mellow Mood, 100 grammes de têtes, The Selecter, Demi Portion, Touré Kunda, Chinese Man, Dub Silence, Havana meets Kingston, Ken Boothe, Naâman, Groundation - Dub Foundation : Legal Shot, NOFA (Live mix project), Dub-Stuy all stars feat. Von D & Rider Shafique, Tetra Hydro K, Guiding Star feat. Maylan Manaza, Naram & Ranking Ann, Stand High Patrol meets Legal Shot with Earl 16 & Sista Carol, TravelerZ, Adrian Sherwood, Sir Festus Coxsone feat. Speng Bond, Channel One - Sound System Village : Kaya Natural sound system feat. Sattaman / Major Loudness / Papet J - Village : Eliasse, Pierre Nesta, Saritah, Franck & Damien, NakSookhaw sound system, Waagal Annulations : OSB Crew (remplacé par Bafang), The Beautiful Girls (remplacé par Les Guetteurs) | 27 000       |
| 2019   | 2, 3 et 4 août                     | Vertheuil     | - One Love : Booboo'zzz All Stars feat. Max Livio, Naë et Joss Bari, Caballero & JeanJass, Calypso Rose, Tiken Jah Fakoly, Buju Banton, Flavia Coelho, Patrice, Morcheeba, Alpha Blondy, Taïro feat. Yaniss Odua, Tiwony & Balik, Don Carlos, Iseo & Dodosound, The Skatalites feat. Stranger Cole, Dub Inc, Ziggy Marley - Dub Foundation : Sinai Sound System, Bisou, Brigante Party with Atili & Higher Light & Mana & Prendy & Green Cross & Adam Paris & G-Rhyme, Biffty, Irie Ites feat. U Brown, Trinity, Linval Thompson, 3 the Hard Way (en) Exoria feat. Ishiban & Kalki, The 420 Sound feat. Dougy, Ackboo feat. Ras Mykha, Mad Professor feat. Scientist, DJ Vadim & Jman - Sound System Sun Ska Village : Kaya Natural Sound System - Boom Bus Sun Ska Village : I Sens & Twan Tee, S'n'K | 25 000       |
| 2020   | 16, 23 et 30 juillet, 6 et 13 août | Vertheuil     | - 16 juillet : Princess Erika, Eliasse - 23 juillet : De Grands Enfants - 30 juillet : Touré Kunda - 6 août : Lidiop - 13 août : Tonton David et Joao |              |

## Budget
En 2002, il y a un déficit de 120 000€, cette somme correspondant approximativement au cachet d'Alpha Blondy.
En 2013, l'annulation de la première soirée occasionne une perte de 180 000€.
En 2014, notamment avec une baisse de fréquentation de 27%, il y a une perte de 1 million d'euros sur un budget de 3,5 millions d’euros. Une réduction du budget est donc mise en place en 2015 avec 2,3 millions d'euros dont 300 000€ pour le budget artistique.

## Eco Sun Ska Attitude
En 2005, le festival lance « L’Eco Sun Ska », grâce à la coopération de l’association Meduli Nature, qui permet à l’évènement de devenir pionnier en Aquitaine sur l’éco-responsabilité évènementielle : points info, éco pack, centres de tri sélectif, couverts et gobelets compostables.
Tout le festival est conçu et organisé afin d'en réduire l'impact sur la nature. Toute l'organisation de cette manifestation a été repensé dans ce sens, de la promotion jusqu'à l'organisation même du festival.
Cet engagement écologique ne s'arrête pas là. Durant tout le festival, diverses actions sont mises en place afin de sensibiliser le public aux problèmes environnementaux et propose des actions simples à mettre en place.
En 2007, le dispositif « Eco Sun Ska » est renforcé avec des gobelets consignés et la première utilisation de toilettes sèches.
Ces diverses actions valent à ce festival d'être reconnu comme festival pilote, par l’ADEME, le Conseil Régional d’Aquitaine et le Conseil Général de la Gironde, en termes de développement durable. L'édition 2008 fut même labellisé "coup de cœur" par la Fondation Nicolas-Hulot.

### Exemples d'actions éco-citoyennes
- Distribution d'éco-packs[1] aux festivaliers contenant des cendriers de poche, sacs poubelles et le guide de l’Eco Sun Ska Attitude.
- Toilettes sèches, gestion des déchets, produits locaux et de saison, vaisselle compostable[1], utilisation de gobelets consignés...
- Mise en place de points informations, de stand de sensibilisation.
- Utilisation de signalétiques éco-conçues, éclairage LED[1].
- Un partenariat a été mis en place en 2008 avec le réseau de transport Girondins et site de covoiturage.